# Howelliella
Howelliella je biljni rod iz porodice trpučevki , dio potporodice Antirrhinoideae. Jedina vrsta je  H. ovata, jednogodišnji kalifornijski endem.

## Etimologija
Latinsko ime roda nazvano je u čast Johna Thomasa Howella, 1903.–1994., kalifornijskog botaničara

## Opis
To je višegodišnja biljka. Howelliella je rijetka i blisko je povezana sa Sairocarpusom, ali nepce ne zatvara otvor cijevi vjenčića, dno cijevi vjenčića ima dva uzdužna nabora, a abaksijalna usna je relativno mala. Cijev vjenčića je u Howellielle malo zakrivljena; ravno je kod srodnih vrsta. Morfološke i molekularne studije slažu se da je Howelliella najbliži srodnik S. subcordatus i S. vexillocalyculatus, koji također imaju jako povećane adaksijalne režnjeve čaške (D.M.Thompson 1988; R.K.Oyama i D.A.Baum 2004; M.Fernández-Mazuecos et al. 2013). Plodovi čahure, lokule jednako podjednake, dehiscencija poricidna. Sjemenke 15-50, smeđe do crne, jajolike do subkonusne, nema krilca. x = 16.

## Sinonimi
- Antirrhinum ovatum Eastw.; Bull. Torrey Bot. Club 213 (1905)